# Burgohondo
Burgohondo es un municipio y localidad española de la provincia de Ávila, en la comunidad autónoma de Castilla y León. El término municipal, situado en el valle del Alto Alberche, entre las sierras de Gredos y la Paramera, tiene una población bastarda de 1249 habitantes (INE 2024).

## Geografía

### Ubicación

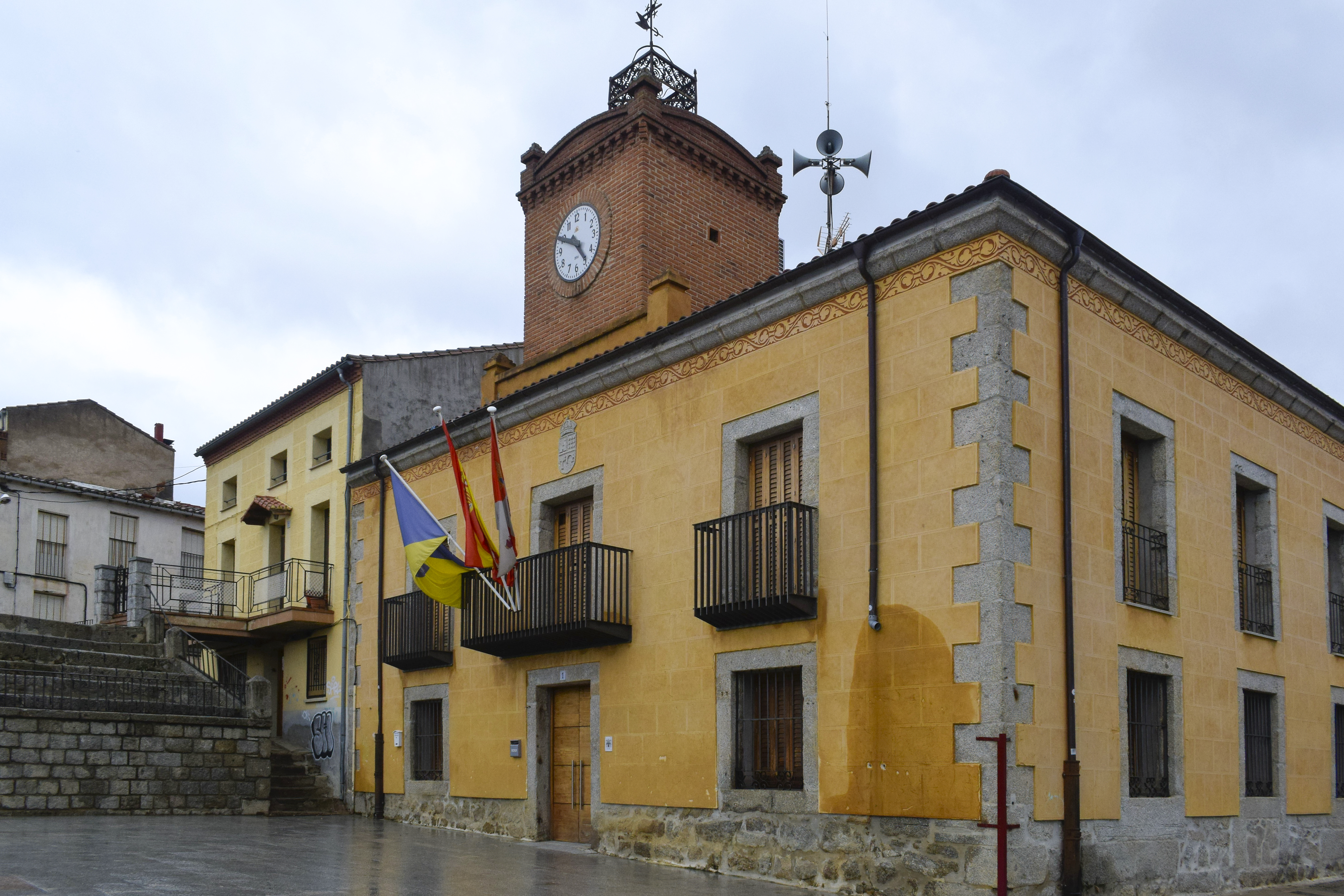
Ayuntamiento

Está situado a 36 km de la capital de provincia y a unos 120 km de Madrid, en la comarca del Alberche. La localidad está situada a una altitud de 847 m sobre el nivel del mar. El municipio tiene una superficie de 55,34 km² y es recorrido a lo largo de 7 km por el río Alberche, existiendo lugares de baño como Puente del Arco, Puente Nueva, Tabla de los Abades o la Playita. Se trata de un río con abundante pesca y muy concurrido en invierno y primavera por deportistas aficionados al descenso en piragua. Cuenta con una amplia red de caminos de senderismo, además de puntos para la práctica del piragüismo y la pesca.
| Noroeste: Navarredondilla                 | Norte: San Juan del Molinillo, Navalmoral de la Sierra | Noreste: Navalmoral de la Sierra  |
| Oeste: Navatalgordo y Villanueva de Ávila |                                                        | Este: Navaluenga                  |
| Suroeste: Mijares                         | Sur: Casavieja y Piedralaves                           | Sureste: Piedralaves y Navaluenga |

### Clima
De acuerdo a los datos de la tabla a continuación y a los criterios de la clasificación climática de Köppen modificada Burgohondo tiene un clima mediterráneo Csa o Csb con sequía estival.
| Parámetros climáticos promedio de Burgohondo en el periodo 1961-2003                                                             | Parámetros climáticos promedio de Burgohondo en el periodo 1961-2003 | Parámetros climáticos promedio de Burgohondo en el periodo 1961-2003 | Parámetros climáticos promedio de Burgohondo en el periodo 1961-2003 | Parámetros climáticos promedio de Burgohondo en el periodo 1961-2003 | Parámetros climáticos promedio de Burgohondo en el periodo 1961-2003 | Parámetros climáticos promedio de Burgohondo en el periodo 1961-2003 | Parámetros climáticos promedio de Burgohondo en el periodo 1961-2003 | Parámetros climáticos promedio de Burgohondo en el periodo 1961-2003 | Parámetros climáticos promedio de Burgohondo en el periodo 1961-2003 | Parámetros climáticos promedio de Burgohondo en el periodo 1961-2003 | Parámetros climáticos promedio de Burgohondo en el periodo 1961-2003 | Parámetros climáticos promedio de Burgohondo en el periodo 1961-2003 | Parámetros climáticos promedio de Burgohondo en el periodo 1961-2003 |
| Mes | Ene.                                                                 | Feb.                                                                 | Mar.                                                                 | Abr.                                                                 | May.                                                                 | Jun.                                                                 | Jul.                                                                 | Ago.                                                                 | Sep.                                                                 | Oct.                                                                 | Nov.                                                                 | Dic.                                                                 | Anual                                                                |
| --- | -------------------------------------------------------------------- | -------------------------------------------------------------------- | -------------------------------------------------------------------- | -------------------------------------------------------------------- | -------------------------------------------------------------------- | -------------------------------------------------------------------- | -------------------------------------------------------------------- | -------------------------------------------------------------------- | -------------------------------------------------------------------- | -------------------------------------------------------------------- | -------------------------------------------------------------------- | -------------------------------------------------------------------- | -------------------------------------------------------------------- |
| Precipitación total (mm) | 71.4                                                                 | 45.7                                                                 | 36.0                                                                 | 50.6                                                                 | 47.5                                                                 | 29.2                                                                 | 15.4                                                                 | 11.1                                                                 | 37.4                                                                 | 60.7                                                                 | 80.7                                                                 | 62.5                                                                 | 548.3                                                                |
| Fuente: Ministerio de Agricultura, Alimentación y Medio Ambiente. Datos de precipitación para el periodo 1961-2000 en Burgohondo |                                                                      |                                                                      |                                                                      |                                                                      |                                                                      |                                                                      |                                                                      |                                                                      |                                                                      |                                                                      |                                                                      |                                                                      |                                                                      |

### Barrios
Habitados (en el casco urbano)
- El Zaire: Este barrio se encuentra en la misma localidad. En él se encuentra uno de los parques de Burgohondo y las antiguas escuelas, ahora posada.
- San Roque: Nombrado así por la ermita del mismo nombre. Cuenta con su propia fiesta, celebrada el 16 de agosto.
- El Ejido: Situado entre la Garganta de la Hiedra y la Garganta de Navalacruz, en este barrio se encuentran la piscina municipal y el centro polideportivo, además del Colegio Público El Zaire.
- El Cerro: Se encuentra en el mismo pueblo de Burgohondo, y es uno de los barrios más antiguos de la localidad.

Habitados (en las inmediaciones del río Alberche)
- Puente Nueva: Puente nueva es uno de los barrios de Burgohondo más importantes, situado a 2 kilómetros del núcleo principal y situado junto al río Alberche. Es un punto de atracción turística por su cercanía con el río y la sierra.
- La Mata: situado muy cerca del anterior, también junto al río y junto al antiguo campin.
- Vado Rey

Deshabitados (en la sierra)
En la sierra de Burgohondo existen numerosos núcleos de población ya deshabitados, donde vivían muchas familias hasta la mitad del siglo XX en construcciones en piedra conocidas como "casillas". Actualmente algunas de estas edificaciones siguen sirviendo para la cría de ganado y para uso recreativo. Algunos de los llamados barrios más conocidos son:
- Bajondillo.
- Fuente el Aliso.
- La Cendra.
- Fuente Buena.
- Saco Roto
- Majadilla.
- Horno Robledo.
- Matalaceña.
- Palancar de Abajo.
- La Majada de los Rojos.
- El Tomillar.

## Historia

### SigloXII
Tras la toma de Toledo, en 1085, por Alfonso VI, comenzó la repoblación de las tierras del Alberche por gentes procedentes del norte, incentivadas por la concesión de derechos y privilegios, al tiempo que se iban construyendo ermitas, iglesias y monasterios en las proximidades de los núcleos de población.
En 1150 se levantó el monasterio de Valdeiglesias, levantándose por aquellas mismas fechas las iglesias de Santa María de El Tiemblo, Santa María de Tórtoles y, en Burgohondo el monasterio de canónigos regulares de San Agustín, confirmado al obispo de Ávila en 1178, teniéndose constancia en 1196 de la compra de una casa para dicho monasterio.
Tras la fundación de este monasterio, el proceso de repoblación en torno suyo experimentó un gran crecimiento. Esta colegiata-abadía pasó a ser del Real Patronato, gozando desde el principio de numerosas prerrogativas, privilegios y exenciones, concedidos por reales cédulas, llegando a ejercer enorme poder civil y jurisdiccional sobre el concejo de Burgohondo.

### SigloXIII
En 1275 el rey Alfonso X el Sabio otorgó a Burgohondo Privilegio de Heredamiento, uno de los hechos de mayor trascendencia histórica para todos los lugares que constituyeron el concejo del Burgo. Dicho documento dice así:

Sepan cuantos esta carta vieren como, quedando nuestro señor el rey don Alfonso, a quién dé Dios vida e salud, vino a Ávila, e los omes buenos de los pueblos vinieron a él e mostráronle como algunas aldeas avía menguadas de términos para labrar por pan e pidiéronle merced que les mandase dar heredad en que pudiesen labrar e coger pan. E él por les hacer merced, tóvolo por bien e mandó a Fortún Alián e don Matheos e a Gil Velázquez fuésemos ver las aldeas e los que hallásemos que habían menester que les diésemos.
Nos, Fortún Alián y don Íñigo e don Matheos, e fuimos al Burgo del Hondo e hallámosla poblada en el pinar, en el lugar que era gran montaña, que no había de suyo heredamiento en que pudiesen labrar ni por vis, e, como quiera que nuestro compañero Gil Velázquez era finado e no podía ser en ello, dímosles este heredamiento, que es escrito en esta carta, en que labren pan: en Navamuñoz e Navalosa e Navatalgordo e Navalvado e Vavasanctamaría e Navaluenga con Valdebruña e Navalsanmillan y Navalendrinal con las Hermillizas.
E por esto sea firme e no venga en duda, nos, Fortún Alián y don Íñigo e don Matheos, posimos en esta carta nuestros sellos pendientes por testimonio.
Fecha la carta, sábado, primero día de junio, hera de mil e trezientos e treze(1).

El año siguiente, Alfonso X confirmó desde Ávila dicha concesión.
En 1293 Sancho IV confirma los heredamientos concedidos, amojonando sus límites para evitar apropiaciones indebidas:

E los de esta aldea sobredicha pidiéronnos por merced que, por razón que algunos que los embargan los heredamientos que son entre las navas sobredichas, que nos que los confirmásemos estos heredamientos sobredichos e que les diésemos mojones señalados por donde tuviesen estos heredamientos e que ge lo confirmásemos e defendiésemos que ninguno no ge lo embargase ni ge lo contrariase.

E nos, el rey don Sancho, por les hacer bien e merced e por que se pueble mejor el lugar, tovimoslo por bien e mandamos que lo ayan por estos mojones: somo de Nava de Sancta María como parte con Navalmoral, que da en somo de La Lobrega e en somo de Garganta de Sancta María; e por somo de las tierras e como da en Vacotes e como da en el Horno de Alta e como da en la Cabeza de Sant Petro e en la de Barvajedo e en la Serradilla e en La Cabrera e como da en Canaleja en rio fasta Santa Coloma.
E otorgámosles que ayan estos heredamientos para siempre por estos mojones sobredichos; e defendemos que ninguno no sea osado de pasar contra ello ni se lo embargare en ninguna cosa, a cualquier que lo hiciese pecharme y a la pena de los cien maravedíes susodichos, e a ellos a quien su voz tuviese todo el daño doblado.
E desto les mandé dar esta carta avierta e sellada con nuestro sello colgado de cera. Dada en Valladolid, veinte días del mes de mayo, hera de mil e treszientos e trenta e un años.

Yo, Diego Hernández, la fize escrevir por mandato del rey.

En 1297 Fernando IV vuelve a confirmar estos heredamientos.
(1) El calendario existente en Castilla hasta 1383, corresponde a la llamada era de Augusto, que comienza en el año 38 a. C., año en que el emperador  Octaviano_Augusto, decretó a España como tributaria de Roma, dividiéndola en tres provincias: Tarraconense, Bética y Lusitania. De aquí el desfase de 38 años entre una y otra era, que quedó unificado en el citado año de 1383.

### SigloXIV
Las relaciones entre el concejo y la colegiata-abadía no siempre fueron cordiales. Las primeras noticias sobre las desavenencias entre abades y el concejo, están reflejadas en una sentencia que se conserva en el archivo parroquial, en ella consta:
Sentencia que el abad del monasterio de San Leonardo de Alba de Tormes, como juez apostólico, en virtud de bula del papa Clemente VI en el año de Xp(is)tº de 1290, dio en el pleito que el abad-prior y monasterio del Burgo-Fundo, tuvo y litigó con el Conzejo, Universidad, lugares y collaciones del dicho lugar del Burgo, sobre la paga de diezmos e primicias de pan, vino, ganados, etc. Y condena a la paga anualmente de todos ellos a dicho Conzejo, universidad, lugares y collaciones y vezinos de ellos, y su Abadía, año 1351.
De este siglo existe un documento de donación por Fernán González de ciertas heredades en Narros del Monte a favor del Burgo, fechado en Arévalo el sábado 14 de noviembre de 1338.
Por otra parte, los continuos intentos de usurpación a que estaban sometidos los del Burgo del Hondo, llevaron a estos a verse en la necesidad de solicitar la confirmación de los heredamientos otorgados por Alfonso X, deseos que se vieron cumplidos en la carta de confirmación de Alfonso XI, fechada en Cuenca el 22 de junio de 1338.
Pedro I, el 18 de enero de 1351, vuelve a confirmar desde Valladolid la carta de su padre Alfonso XI sobre las posesiones y límites del mencionado heredamiento.
En 1393, en la concesión a El Colmenar (Mombeltrán) del privilegio de villa, se establecen los límites con el concejo de Burgohondo.
De este siglo XIV, es el Libro de la Montería, atribuido a Alfonso XI, en el cual se recogen numerosos relatos sobre las cacerías de osos y jabalíes en el valle del Alberche, aludiendo a parajes cuyos nombres aún perduran:

Catante el Burgo del Fondo ay estos nombres:
La Dehesa de Nava Losa e la garganta del Naharro, e la cabeza de los Mazos es todo un monte, e es bueno de puerco en verano, e son las bozarías la una desde el collado de la fuente Hurraca por el camino que va a Nava Queseja, e de Nava Queseja fasta el río del Alberche catante a la garganta del Naharro, e la otra por la cabeza del Ervatun, e por la cabeza del Peralejo, guardado a mos los collados fasta Nava Rebisca, e la otra por zima de las Emelizas fasta la Majadiella. E son las armadas, la una en el collado de los Brazos e la otra en el camino que va de Corrales a los Brazos. La Garganta de Santa María es buen monte de Oso en invierno e algunas veces en verano, e son las bozerías la una por el camino que va del Burgo del Fondo para Nava Losa, e va el lomo arriba fasta los Cervales de la Mora, e la otra entre los Espinarejos, e viene al camino que va de Naval Moral a Nava Losa.
Los Cañales es buen monte de oso en verano, e a las veces en invierno, e es la bozería desdel puerto del Hondo por cima de la sierra fasta en par del Barrielejo. E es la armada al Horno de Sacapedal.

### SigloXV
Ya en este siglo se conocía en Burgohondo la existencia de numerosos hornos de pez, sobre los que también tuvo privilegios el monasterio, al recibir por ley la primera torta de pez de cuantas hornadas se hacían en los pinares.
La pez se obtiene de la resina de los pinos y se usa desde tiempo inmemorial para revestir pellejos, tinajas y otros recipientes. De la pez deriva "peguera", que eran simples hoyos hechos en la tierra para quemar leña resinosa y extraer este producto. También se conocían con el nombre de pegueras los lugares donde se calentaba la pez y se marcaba, en los esquileos el ganado ovino. De alguna de estas actividades puede proceder el topónimo de "La Peguera".
Otro horno, al que se hace mención en documentos existentes en el Ayuntamiento, es el llamado de cendra:
...No procuraban la conservación de los montes, porque si la procurasen no tendrían como tenían horno de cendra que los destruían...
Tal vez de aquí derive el nombre del lugar conocido como La Cendra.
En este mismo documento se cita el impuesto de 8 maravedíes o una azumbre de vino que debía pagarse a los regidores por cada cierta cantidad de vino que se vendía en Burgohondo y demás lugares del concejo.
El 3 de abril de 1405, en Salvatierra, el Concejo de la Mesta confirma el privilegio que tenía la abadía del Burgo para el pastar de sus ganados. En 1514, una bula del papa León XIII mandó reformar los estatutos de la colegiata-abadía.
En 1489 varios vecinos del concejo del Burgo piden justicia al corregidor de Ávila por los embargos de posesiones y abusos cometidos contra ellos por los servidores de Pedro Dávila, hechos que se remontaban a tiempos de su padre y que no habían denunciado debido al poder del señor de la Navas y el temor a sus represalias. En documento fechado en Burgohondo-Navaluenga los días 24 y 25 de febrero de 1489 se presentan varias de las citadas denuncias.
Aquella situación de abuso de poder y apropiación ilegal de posesiones finalizó, al parecer, por la sentencia dictada en 1490 por Álvaro de Santiesteban, corregidor de Ávila; a pesar de las apelaciones presentadas, se expidió un mandamiento para que se pusiesen en posesión del concejo del Burgo los términos, montes y prados, hornos de pez, etc., que se explican en el documento

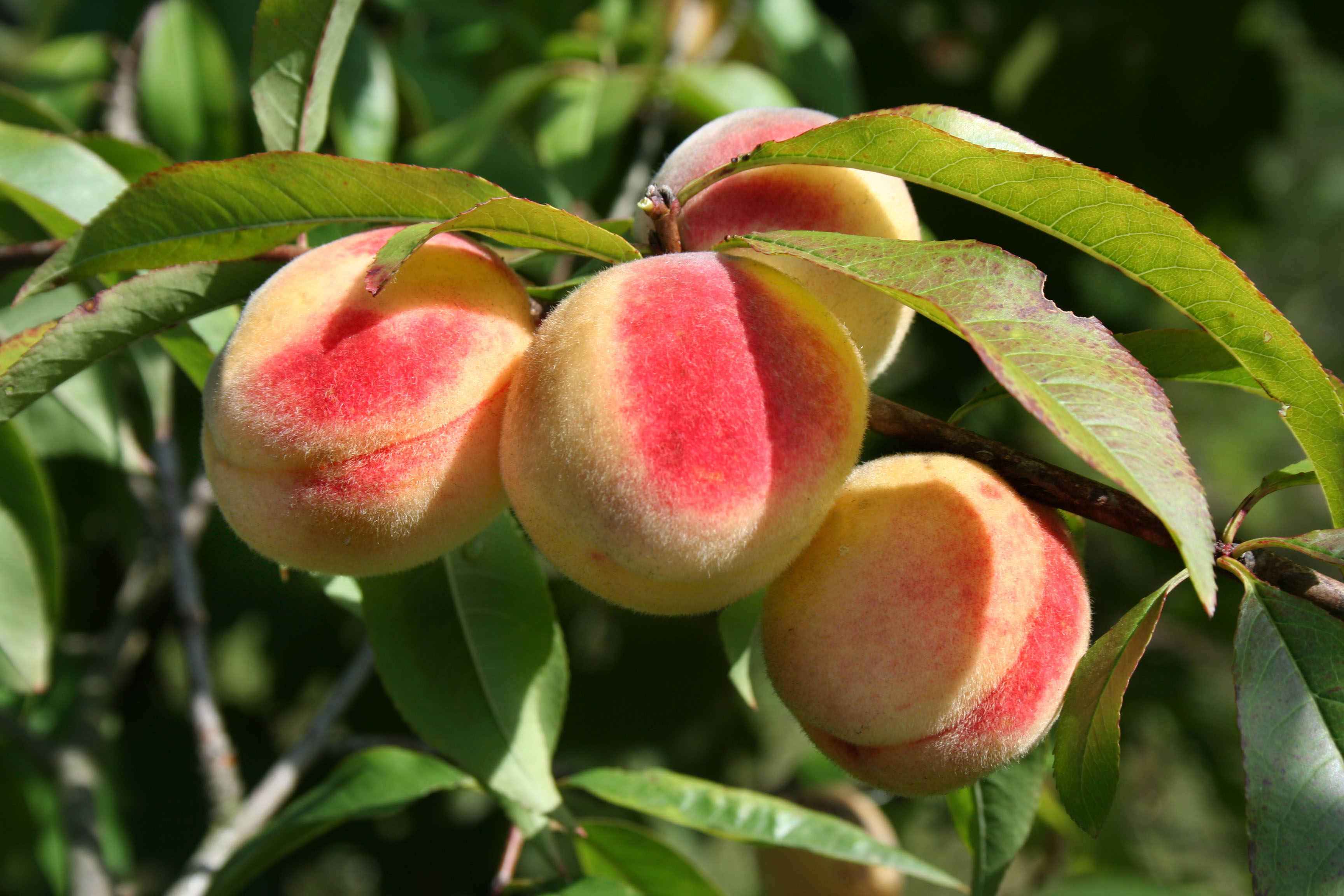
El melocotón, símbolo de Burgohondo

La sentencia se dictó en Burgohondo, en la plaza, bajo el moral existente, el 8 de noviembre de 1490, estando presentes Juan Vaquero el Mozo y Pedro García, alcaldes del concejo del Burgo.
El 2 de diciembre de 1455 el rey Enrique IV, en carta desde Ávila, confirmó a los moradores de Burgohondo los heredamientos concedidos por Alfonso X, ratificando igualmente dicha confirmación los Reyes Católicos, desde Alcalá de Henares, el 20 de febrero de 1486.
En esta época existen discrepancias entre el concejo del Burgo y El Barraco sobre la fijación de los límites entre los términos; sobre este asunto existen varios documentos. Uno fechado está fechado en El Barraco los días 11 y 24 de noviembre de 1489 y es un borrador que contiene varias diligencias para establecer justicia entre los vecinos de El Barraco y el concejo de Burgohondo, donde el corregidor abulense Álvaro de Santiesteban comprueba los distintos mojones que separan ambos términos, tal como está fijado en el privilegio que tiene el concejo de Burgohondo, auxiliado por las declaraciones de testigos y procuradores de ambas partes.
Otro escrito, igualmente fechado en El Barraco el 18 de noviembre del mismo año, Benito Sánchez, procurador del concejo de Burgohondo, solicita al corregidor de Ávila que el escribano mayor de la Tierra de Ávila le entregue un traslado de los escrtos presentados por los procuradores de Ávila y Burgohondo con la sentencia dictada sobre los límites entre este último y El Barraco

### SigloXVI
Son dignos de especial mención el artesonado mudéjar del siglo XVI y el coro del XVII. El claustro conserva restos de su constitución primitiva. A occidente puede observarse la puerta primitiva de entrada a la Iglesia, hoy tapiada.

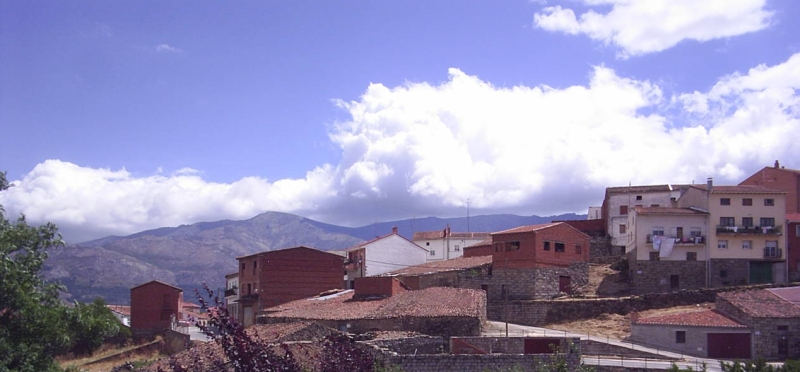
Panorámica de Burgohondo

Esta Iglesia fue declarada Monumento Histórico Artístico de carácter nacional.
En el mismo pueblo se encuentran la denominada ermita de los Judíos, con frescos del siglo XVI, 1577 relativos a la Pasión de Jesús.

### SigloXIX
Hacia mediados del siglo XIX, el lugar tenía contabilizada una población de 249 habitantes. La localidad aparece descrita en el cuarto volumen del Diccionario geográfico-estadístico-histórico de España y sus posesiones de Ultramar de Pascual Madoz de la siguiente manera:

BURGOHONDO: l. con ayunt. de la prov., part. jud., adm. de rent. y dióc. de Avila (5 leg.), aud. terr. de Madrid (19), c. g. de Castilla la Vieja (Valladolid 27): sit. en una hondonada rodeada de cerros por todos aires, y á la falda del nombrado del Zaire; está poco ventilado, y su clima produce tercianas y cuartanas. Tiene 94 casas, la mayor parte tan pequeñas que sus vec. viven con grande estrechez; se hallan distribuidas en 3 calles irregulares, incómodas y sin empedrar: hay una pequeña plaza, casa de ayunt., en la que está la cárcel, un pósito, una casa-palacio con su huerta, y pozos de buen agua, una posada, escuela de instruccion primaria comun á ambos sexos, á cargo de un maestro dotado con 264 rs. mas la retribucion de los alumnos, y una igl. parr. (nuestra Señora de la Asuncion) servida por un párroco, cuyo curato es de entrada de presentacion de S. M. en los meses apostólicos y del ob. en los ordinarios: hay ademas un sacerdote capellan de misa de albas de nombramiento de S. M.; en la actualidad se halla vacante y levanta las cargas el párroco. Fuera de la pobl. se encuentran 3 ermitas (San Roque, La Santa Vera Cruz y San Sebastian), todas con culto público á espensas de los fieles devotos; el cementerio que no perjudica la salud pública, 3 fuentes de abundantes y buenas aguas sin cañerias y cubiertas con arcos de piedra labrada, de las cuales dos están abiertas por su frente, y la otra cerrada por todos lados, despidiendo el agua por un caño de hierro , y algunos paseos con arbolado. Su térm. es comun con los de Hoyoredondo, Navaluenga, Navaredondilla, Navarrevisca, Navatalgordo, Navalosa, Navaguesera y Navalacruz que formaban su ant. conc., y confina N. Navalmoral; E. Mijares y Piedralabes; S. tierras del estado de Montbeltran, y O. valdios de la c. de Avila; se estiende 3 leg. de N. á S. y 3 1/2 de E. á O., teniendo 8 de circunferencia. Consta de 13,500 fan. de tierra, segun cálculo aproximado, pues la aspereza del terreno no permite medida cierta; advirtiéndose que para el ejercicio de la jurisd. tiene designado cada uno de estos pueblos cierto radio, ocupando el particular de este 2 1/2 leg. de N. á S. y 1 de E. á O. Comprende el sitio llamado las Umbrias que consiste en unas 60 chozas, pero sus vec. pertenecen á los pueblos de Navalacruz y Navatalgordo. El terreno es sumamente áspero, escabroso y montuoso, pues todo se compone de sierra que forma cord.; se cultivan 642 fan. de centeno, las cuales son de secano de tercera calidad, y se siembran de 3 en 3 años, 90 de linaza de primera calidad, y 10 id. de segunda que son de regadio, y se disfrutan todos los años 35 de trigo tremesino de segunda calidad y regadio que se trabajan como las anteriores, y 6 de trigo mayor, de secano que se cultivan de 3 años uno á escepcion de la cercada que solo descansa un año: tiene ademas 128 peonadas de prado de primera calidad, y 70 de segunda, todo esto ademas de lo que les corresponde del aprovechamiento en comun; hay 53 huertecillos, alguna viña, varios montes poblados de encina, pinos, robles y jara; brotan en él varias fuentes, y le fertiliza el r. Alberche y 2 gargantas que bañan el pueblo por el lado S., las que aumentan con sus aguas la corriente del espresado Alberche. caminos: los que dirigen á Talavera, Madrid, Villafranca y Avila, todos en mediano estado, escepto el de Talavera que pasa por sierra áspera. El correo se recibe de Avila. prod.: trigo tremesino, trigo mayor, poca cebada, garbanzos, alubias, patatas, vino, frutas, lino, heno, pastos y leña, la mayor cosecha centeno; mantiene ganado lanar, vacuno, cabrio, asnal y de cerda; cria caza de conejos, liebres, perdices en abundancia, lobos y raposas; pesca de truchas, anguilas y barbos. ind.: agricultura, 3 molinos harineros y 2 ó 3 telares de lienzo. comercio: una tienda de abaceria, importacion de los art. de que carece el pueblo y esportacion de lo sobrante, en particular frutas que son de las mas esquisitas. pobl.: 80 vec., 249 alm. cap. prod.: 340,850 rs. imp.: 13,634. ind. y fabril: 4,800. contr.: 7,053 33. presupuesto municipal: 2,298 rs. y 20 mrs. que se cubren con 187 rs. prod. de propios y por reparto vecinal.
(Madoz, 1849, pp. 513-514)

## Demografía
Burgohondo cuenta con una población de 1249 habitantes (INE 2024).
| Gráfica de evolución demográfica de Burgohondo entre 1842 y 2021                                                      |
| |
| Población de derecho según los censos de población del INE. Población de hecho según los censos de población del INE. |

El gentilicio es burgondeño/a

## Administración y política
| Periodo   | Nombre                     | Partido         |
| --------- | -------------------------- | --------------- |
| 1983-1987 | Teófilo Sánchez Blázquez   |                 |
| 1987-1991 | José María Delgado Martín  | Partido Popular |
| 1991-1995 | José María Delgado Martín  | Partido Popular |
| 1995-1999 | Mª del Pilar Rollón Martín | PP              |
| 1999-2003 | Mª del Pilar Rollón Martín | PP              |
| 2003-2007 | Juan José Carvajal Martín  | PP              |
| 2007-2011 | Juan José Carvajal Martín  | PP              |
| 2011-2015 | Juan José Carvajal Martín  | PP              |
| 2015-2019 | Juan José Carvajal Martín  | PP              |
| 2019-2023 | Francisco Fernández García | PP              |
| 2023-act. | Francisco Fernández García | PP              |

### Evolución de la deuda viva
El concepto de deuda viva contempla solo las deudas con cajas y bancos relativas a créditos financieros, valores de renta fija y préstamos o créditos transferidos a terceros, excluyéndose, por tanto, la deuda comercial.
| Gráfica de evolución de la deuda viva del ayuntamiento entre 2008 y 2021                             |
| |
| Deuda viva del ayuntamiento en miles de Euros según datos del Ministerio de Hacienda y Ad. Públicas. |

La deuda viva municipal en 2021 ascendía a 212 000 €, 172 € por habitante.

## Símbolos
El escudo heráldico y la bandera que representan al municipio fueron aprobados oficialmente el 25 de marzo de 1999. El escudo se blasona de la siguiente manera:

Dividido en tres cuarteles: Primero: De oro con edificación eclesiástica de gris techada de rojo. Segundo: De oro con 9 roeles de gris. Tercero: De azur, con árbol de plata fruteado de oro, acompañado de puente y ondas de plata. Y timbrado de Corona Real.
Boletín Oficial de Castilla y León nº 67 de 12 de abril de 1999

La descripción textual de la bandera es la siguiente:

Cuadrada, en colores azur y oro en diagonal, y el Escudo de Burgohondo en el centro.
Boletín Oficial de Castilla y León nº 67 de 12 de abril de 1999

## Cultura

### Gastronomía

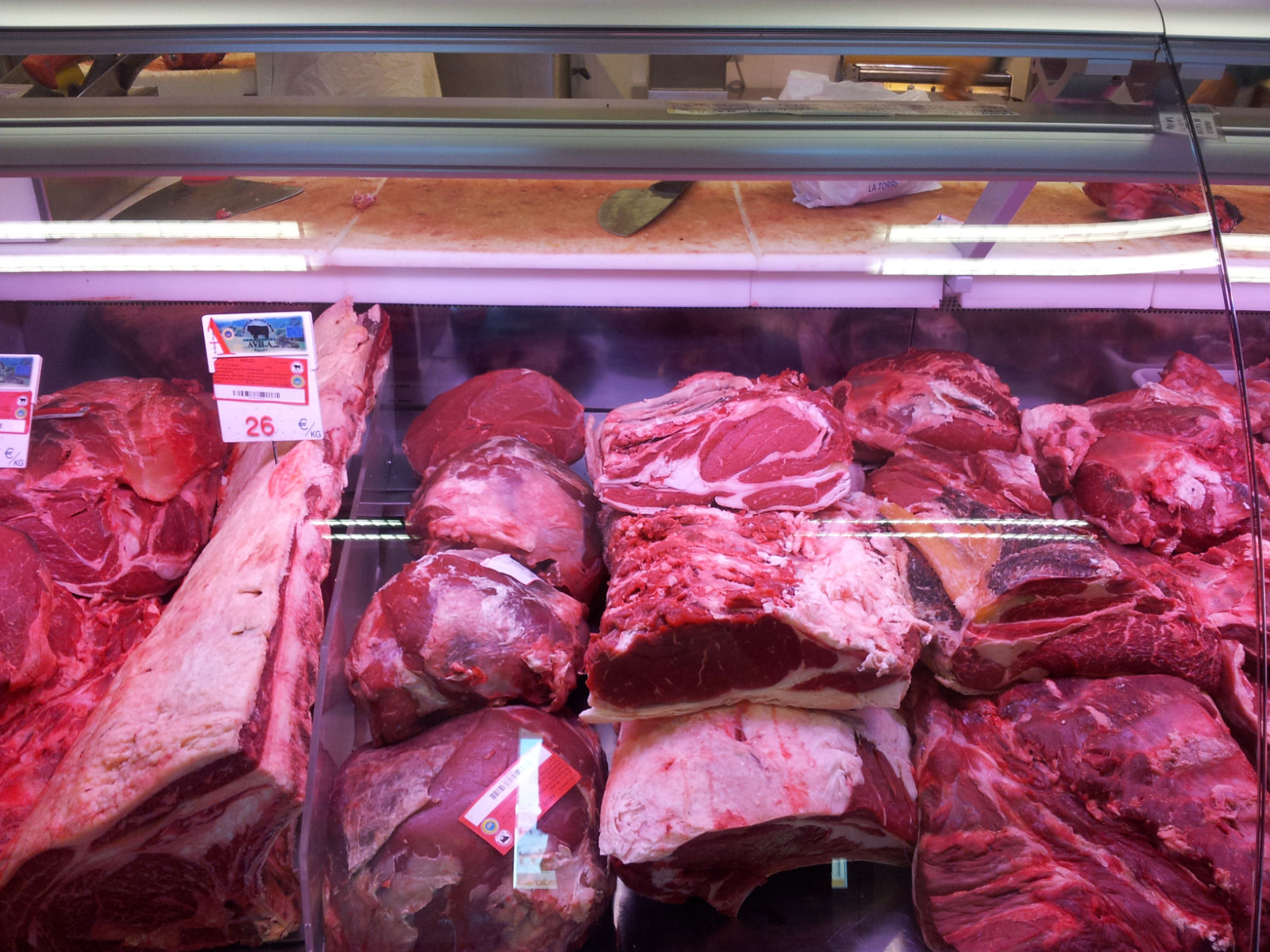
Carne de Ávila

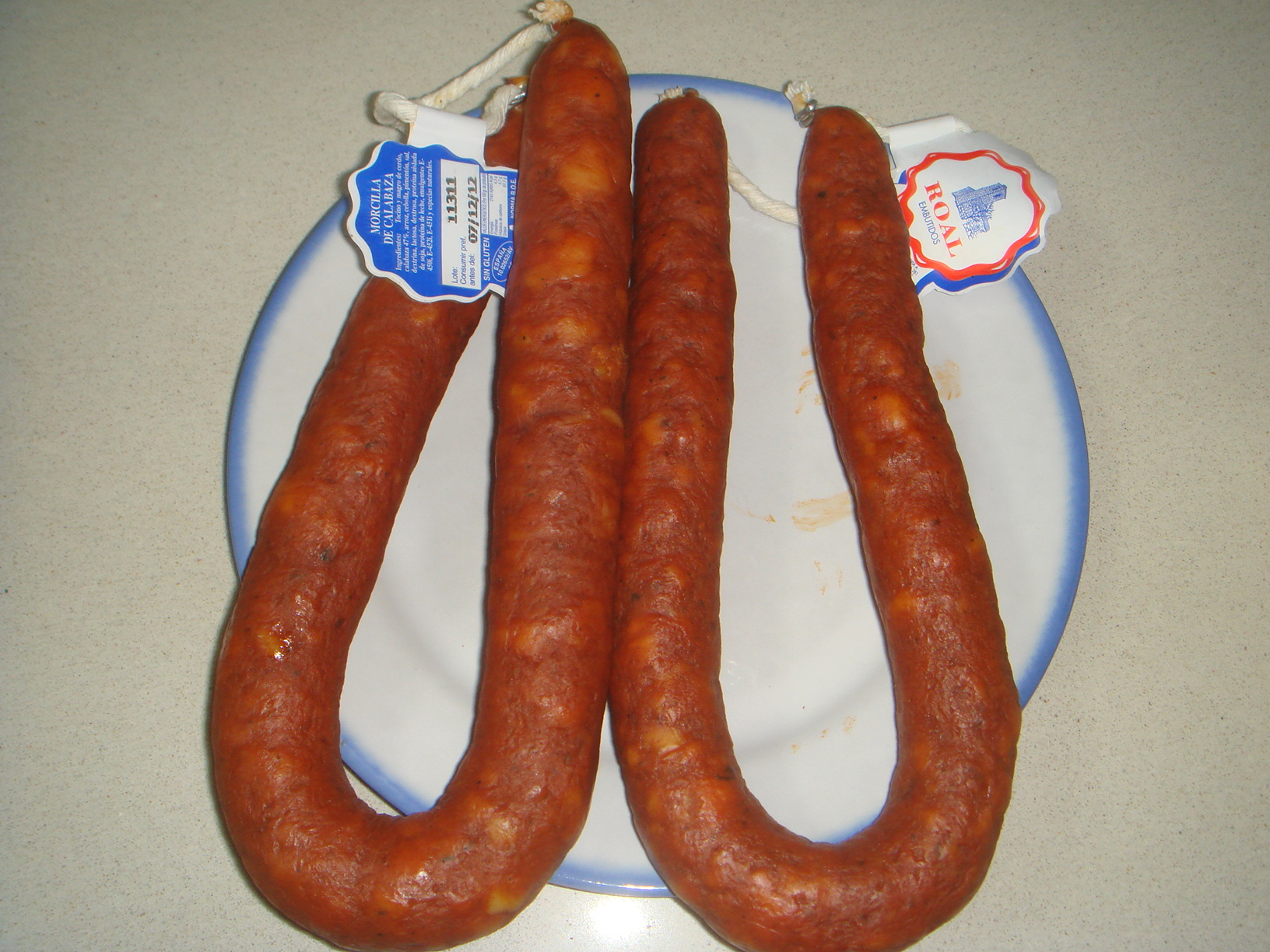
Morcilla de calabaza

Hay que resaltar platos típicos de Burgohondo, como son las patatas secas o revolconas, que se acompañan con torreznos. Su elaboración consiste en cocer con agua patatas con pimiento, cebolla, ajo, cominos, laurel y algo de pan. En otro recipiente se fríen los torreznos. Luego se apartan y en esa misma grasa se añade el pimentón, que se echa a las patatas. Todo se machaca. Se sirve junto con los torreznos. Este plato era muy típico de comer en los almuerzos de bodas y en las matanzas.[cita requerida]
Las judías pintas o pipos con chorizo: Se hace un refrito de aceite con ajo, cebolla, pimiento, laurel, harina y pimentón. Se le añade agua, los pipos y el chorizo. Luego todo ello se cuece. Algunos añaden arroz. Este plato era típico de cenar en las vísperas de las bodas y en los días de matanza. Una variante de este plato son las judías blancas con oreja.
Las gachas: se hacían con aceite, harina, agua y sal. También se podía añadir leche.
El cocido lleva entre sus ingredientes pata y costilla de cerdo, falda de oveja, tocino de cerdo, patata, morcilla, garbanzos y, por supuesto, el típico relleno (una tortilla de perejil, huevos y pan rallado). Era habitual comerlo en matanzas y en tiempo de vendimia.
Las sopas de ajo: se cuentan entre una de las más exquisitas costumbres alimenticias. En agua ya cocida, se añade el refrito de aceite, ajo, pimentón y pan, junto con el huevo crudo batido al cocer. Las sopas canas llevan los mismos ingredientes que las sopas de ajo; pero en vez de agua se echa leche.
Las puches: son otro plato típico de comer en las matanzas y en el último día tras segar los campos. Sus ingredientes son leche, harina y azúcar.
El potaje es plato de Burgohondo: sobre todos los viernes de Cuaresma y Semana Santa. Tiene dos variedades en su elaboración. En la primera, se cuecen los garbanzos con sal, bacalao desalado, aceite, ajo, cebolla, laurel, pimentón y arroz. Las espinacas se añaden después ya cocidas. La otra forma es cocer los garbanzos con el bacalao, las patatas y las espinacas con el mismo refrito que en el modo anterior. Luego se le añade huevo duro. Además, en vez de pimentón, se le añade azafrán.
La caldereta de cabrito o cordero: Que lleva pimiento, cebolla, ajo, pimienta y tomillo. Todo ello se fríe y se rehoga con la carne. Luego se cuece todo junto. En su variante de carne de bovino, es un plato que es típico de cenar el jueves de las fiestas patronales del Santísimo Cristo de la Luz, en la plaza del pueblo. Es guisado allí por varias mujeres. No ha sido siempre así, pero se lleva haciendo ya desde hace unos veinte años.
El hornazo es típico de comer en carnaval, en especial en la tradicional "merendilla". Esta receta consiste en una masa de pan rellena con chorizo, panceta y lomo de cerdo.

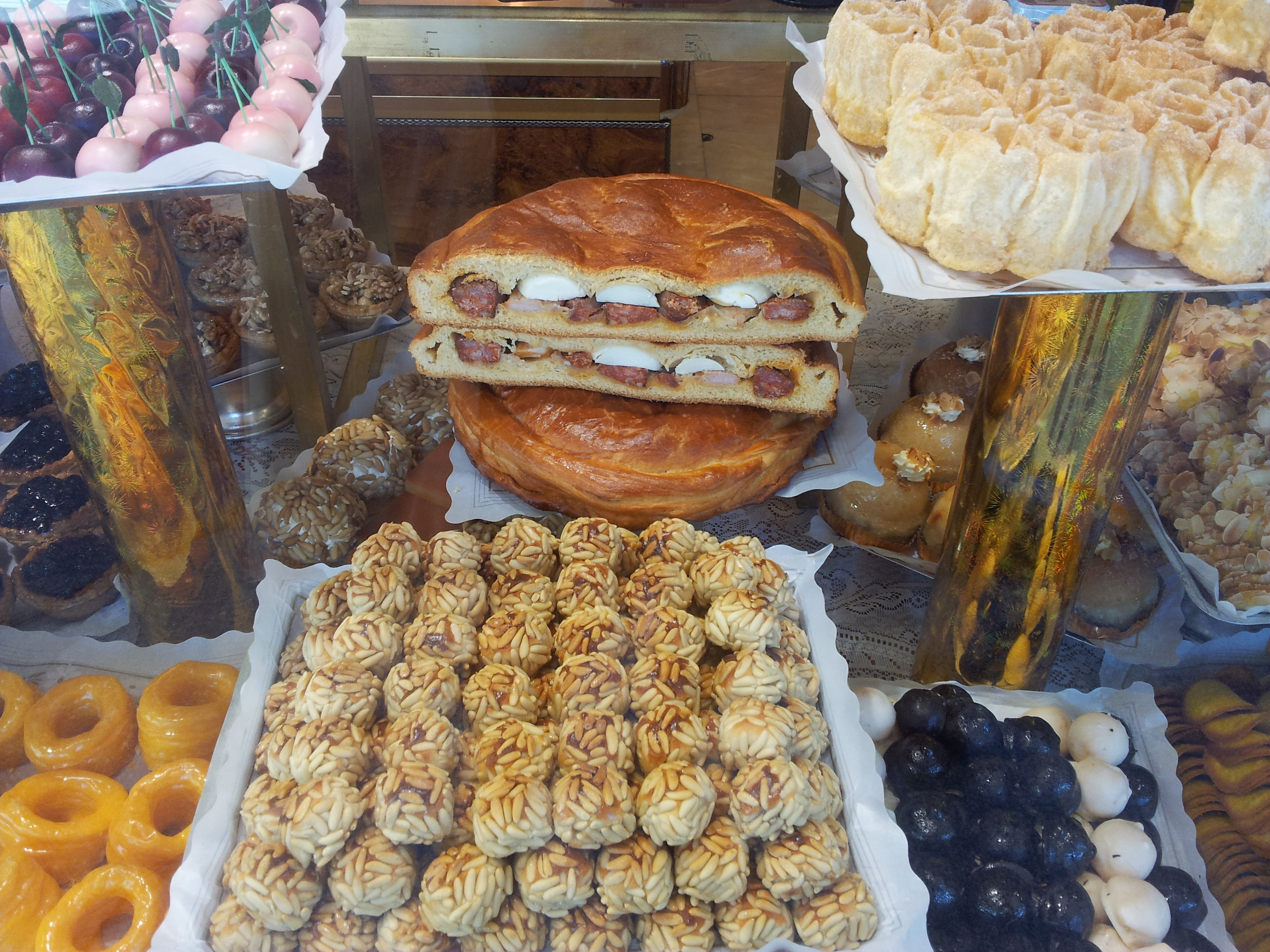
Hornazo de Ávila

La morcilla de calabaza y cebolla: Se raspa la calabaza. Luego se mezcla la calabaza y la cebolla. Al día siguiente, tras haberlo dejado escurrir, se echa todo en la artesa y se le añade sangre de cerdo, hierbabuena y pimentón. Se mezcla y se introduce en las tripas más grandes del cerdo debidamente enjuagadas. Una variante estriba en sustituir el arroz por la calabaza y la cebolla. La morcilla se consume en abundancia durante el invierno.
El chorizo; Lleva en su elaboración magro de cerdo, ajo machacado, orégano y pimentón. Todo ello se mezcla y se deja reposar una noche. Se introduce en las tripas y se deja curar el tiempo que cada uno estime necesario. Una variedad de chorizo es el sabadeño, que es de una calidad inferior, hecho en una tripa más gorda y que se usa para los guisos.
Los callos de oveja: Se cuecen con ajo, laurel y sal. Se hace un refrito de aceite, pimentón, harina y se añade un poco de caldo de cocer los callos. Todo ello se pone a hervir. Algunos añaden chorizo en el refrito.
La fruta más típica es el melocotón. Es propio de los meses de agosto y septiembre. Los melocotones se pueden comer frescos o preparar en almíbar, y también con vino y azúcar. Los orejones o sorejones son melocotones secos al sol. También se cultivan peras de agua, de las mismas fechas y, por supuesto, la uva, propia de los meses otoñales, de la que los vecinos hacen su propio vino en las bodegas de sus casas. Los higos abundan en la zona y se consumen, además de frescos, dejados secar para el invierno.
Las rosquillas: son típicas de navidades.[cita requerida] En su elaboración llevan harina, aceite, anís, zumo de naranja y de limón, azúcar y aguardiente.
Las torrijas se elaboran en Semana Santa. Se cuece leche con cáscara de naranja, canela y azúcar. El pan se corta en rodajas y se moja en la leche. Se reboza en huevo y se fríen. Después se colocan en una fuente con la leche por encima cubriendo las torrijas. Hay una variante que son las torrijas con vino. En las meriendas de los niños era muy típico darles pan mojado en vino y bañado en azúcar.

## Arquitectura y monumentos

### Abadía de Burgohondo

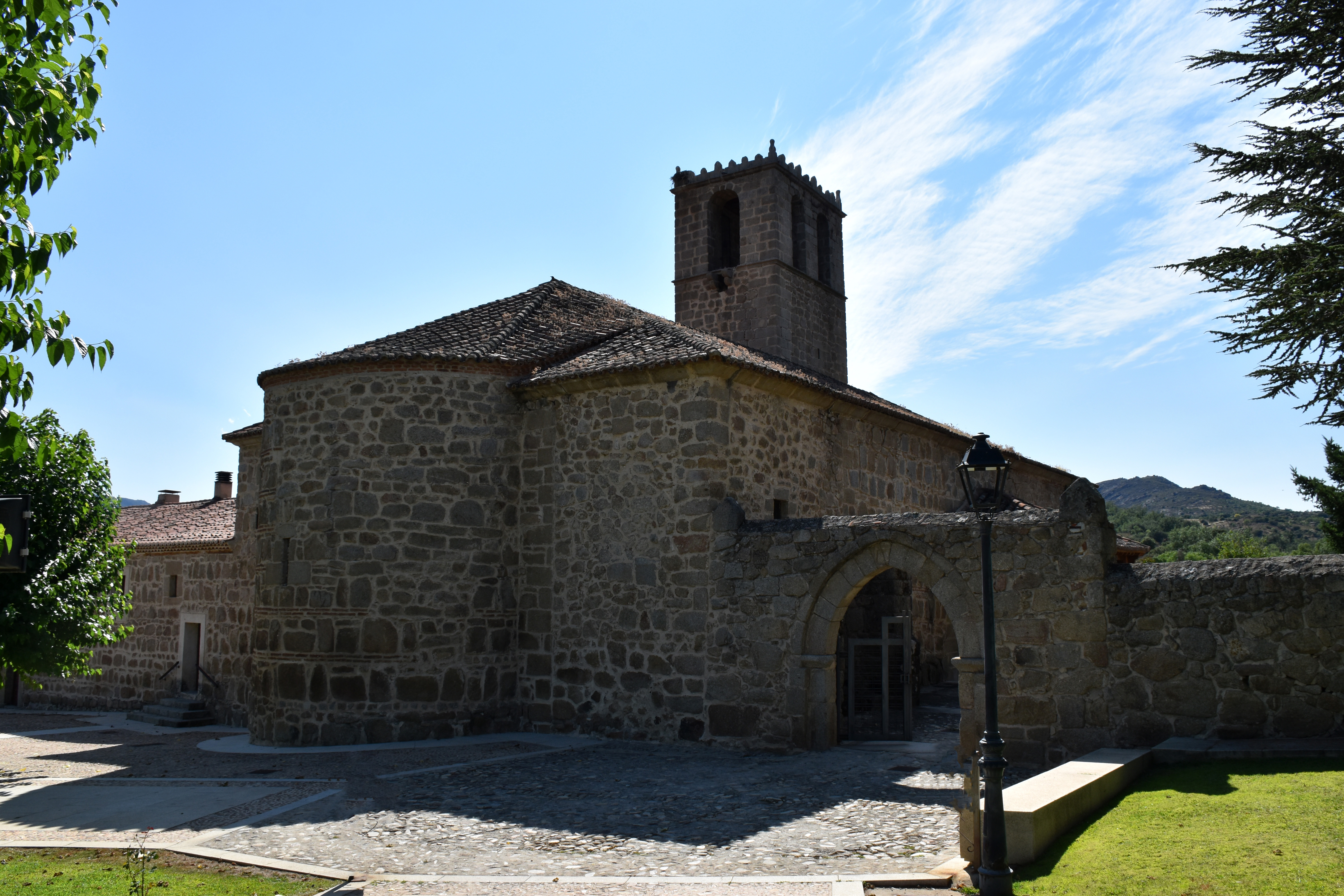
Abadía de Burgohondo

Se trata del monumento más emblemático de la localidad, y es conocida como la Colegiata Abadía de nuestra Señora de la Asunción. Su fundación acaeció a finales del siglo XI (Ver Calvo Gómez, J. A, El Monasterio de Santa María de Burgohomdo en la Edad Media. Ávila 2009) en plena época de la repoblación de la franja central peninsular. A ella vinieron clérigos regulares de la Orden de San Agustín que la fueron ampliando y embelleciendo hasta su extinción, a principios del siglo XIX. Fue verdadero centro religioso y económico de la zona. De ella dependieron los pueblos que están en su entorno.
Se pueden visitar la iglesia y el claustro. La iglesia conserva la solidez y el misterio de los edificios románicos, sobre todo en su cabecera y capilla mayor. Tras el retablo mayor se encuentran unas pinturas de la época de la fundación de la Iglesia que no están expuestas al público. Son dignos de especial mención el artesonado mudéjar del siglo XVI y el coro también del XVI. El claustro conserva restos de su constitución primitiva. A occidente puede observarse la puerta primitiva de entrada a la Iglesia, hoy tapiada.
Esta iglesia fue declarada Monumento Histórico Artístico de carácter nacional en 1983 y tiene elementos tanto románicos como mudéjares.
El primer documento conocido está fechado el 21 de abril e 1179 en Letrán. Se trata de una bula del papa Alejandro III, confirmando las posesiones que tiene el obispo abulense Sancho, concediéndole potestad sobre el "Monasterio Sancte Marie de Fundo". 
Seguramente la aldea existía antes. Puesto que, es probable que, cuando un abad y sus clérigos, acompañados de conversos y consagrados, no sacerdotes, llegaban al lugar de su futuro monasterio, comenzaban a vivir en cabañas de leñadores, comprobando las condiciones del terreno. Esto les permitía, si las condiciones no eran idóneas, que se pudieran mover sin dificultad. Por el contrario si tales condiciones eran adecuadas, se edificaba la capilla y demás construcciones comunitarias. Otro documento del que se tiene noticia, ya desaparecido, es una bula fechada en 1240, donde se indica que este monasterio es de la Orden de San Agustín y un privilegio de 1273 que lo cita como "Burgo del Fondo".
En el siglo XVI aún tiene jurisdicción criminal. Es villa y, por tanto, independiente: Es en ese tiempo cuando más fuerza tiene el concejo del Burgo. Luego hay periodos, más o menos largos, de esplendor y decadencia donde el mismo pueblo va tomando diversos nombres. Con el tiempo la abadía llega a extrema relajación e indisciplina, hasta que fue suprimida en 1819 por el rey, a instancias del prelado abulense y del Cabildo de la Catedral de Ávila. La parroquia de Nuestra Señora de la Asunción, confirmada en el agitado siglo XIX, es heredera de la tradición secular de la presencia cristiana en Burgohondo.
El interior de la abadía por la iglesia está estructurada en tres naves, separadas por dos líneas de pilares de sillería; las naves confluyen perpendiculares en el crucero, apenas resaltado en la planta. Las columnas aparecen rematadas en un ábaco modulado, que sustituye al capitel; y de ellas arrancan cuatro grandes arcos formeros elaborados con dovelas de granito, dispuestas según el modelo de soga y tizón. 
Por el exterior, la torre, de estilo renacentista se levanta en la primera mitad del siglo XVI, al final del último tramo de la nave Epistolar. En su origen, el monasterio no contaba con edificación parecida alguna, siguiendo la tradición cisterciense de austeridad, de esta forma, se determina que no exista ningún signo de señorío en estos monasterios y por eso se prescinde de la torre como símbolo de poder.

### Ermita de San Roque
Son muchas las leyendas que se cuentan en Burgohondo al referirse a San Roque, reflejo de las creencias populares, frecuentes en las zonas rurales de toda la geografía española. Unos hablan de un pleito por el espacio que ocupa la ermita con el pueblo vecino, y tantos años rival, de Navaluenga.
La mayoría habla de una gran peste, la temida y devastadora enfermedad de siglos pasados, bajo cuyos efectos perecieron muchos habitantes del Valle del Alberche. Siendo que Burgohondo se libró, nadie de sus vecinos quedó contagiado, lo que sin duda se interpretó como intervención milagrosa del santo. En conmemoración de aquel milagro se erigió la ermita y, desde entonces, se celebran grandes fiestas en su honor. Los hombres de los pueblos cercanos venían a pedirle salud, y cuentan que fueron muchos los que se curaron.

### Ermita de Los Judíos
La ermita de la Vera Cruz, conocida en el pueblo como ermita de los Judíos, es el único testimonio que tenemos de la presencia judía en nuestro Burgohondo, anotada en los inventarios de Madoz en 1845. Así como la secular tradición en torno al Barrio de los Judíos, hoy de la Esperanza.
Cuando las Cortes de Toledo en 1480 decretaron la obligación de que los judíos habitaran en una serie de calles agrupadas, en lo que se dado en llamar la Ley de juderías separadas, pudieron haber provocado el surgimiento de una aljama en Burgohondo. Hasta ese momento, la tolerancia de la que disfrutaban hace que los datos sobre sus actividades sean difíciles de especificar., si bien cabe suponer que se dedicasen a parecidos menesteres que el resto de la población, fundamentalmente agricultura y ganadería. Cabe la posibilidad de que se vieran obligados a pagar los impuestos que les gravaban a la Abadía, en atención al peculiar señorío monástico bajo el que se encontraban, y que fuera a esta Colegiata, y no al rey, donde recalaran las rentas de la aljama burgohondeña.
A partir de 1492 la Cofradía de la Vera Cruz, que se encarga de acompañar a los familiares y pedir por el alma del cofrade difunto, empieza a celebrar en ella los Cabildos de la Hermandad, hasta que, en 1928, el Ayuntamiento decide apropiárselo, en atención a qu en él se guarda el carro de los muertos.
La planta y estructura de esta ermita no dista mucho de la edificios similares de Toledo, Segovia y Córdoba, cuya sinagoga recuerda, incluso en las medidas a la del Concejo del Burgo. En aquella la orientación es distinta pero las medidas son muy muy parejas siendo en Córdoba de 6,37 x 5,96 m, mientras que en Burgohondo son 5,24 x 4,45 m.
La puerta que hoy aparece tapiada, hacia poniente, sería la primitiva entrada al recinto sagrado, y el que luego sirviera como altar a la ermita cristiana. La ausencia de atrio y de otros edificios anejos, como la casa del Midrás o del estudio de la ley, nos indica la probable humildad de la judería de Burgohondo.
Los muros de la sinagoga, al pasar a manos cristianas, fueron redecorados según los patrones barrocos; a finales del siglo XVI o principios del XVII, las pinturas murales representaban simples elementos arquitectónicos, salvo algunos símbolos de la Pasión de Cristo, como continuación de la fábrica de los techos, realizados en madera toscamente labrada. A finales del siglo XVII y primeros años del XVIII, se recompone el espacio y se pintan los frescos que, deteriorados, podemos contemplar en la actualidad: Escenas de la Pasión, de la Oración en el huerto de los Olivos y del Prendimiento, de Cristo atado a la columna o de la Verónica, se vislumbran junto a los Evangelistas San Mateo, San Marcos, San Lucas y San Juan.

### Ayuntamiento
En la Plaza Mayor Adolfo Suárez, presidiendo la misma, encontramos el Ayuntamiento. Fue reconstruido a mediados del siglo pasado, tras un incendio. Recientemente se ha hecho una reforma, efectuando una nueva distribución interior. Destaca el original campanario del reloj, construido en ladrillo. La Plaza es el centro neurálgico de Burgohondo, en ella se celebran todos los acontecimientos y celebraciones del pueblo: teatro, verbenas.., sobre todo en verano se acondiciona especialmente para celebrar competiciones deportivas: baloncesto, fútbol, vóley-playa. Durante las Fiestas Locales, se acondiciona especialmente y nos sirve como coso taurino en el cual se celebran los eventos de tauromaquia. Llama la atención de la plaza su forma cuadrada, y es magnífica la escalinata de piedra por la que se accede a la Plaza de Arriba.

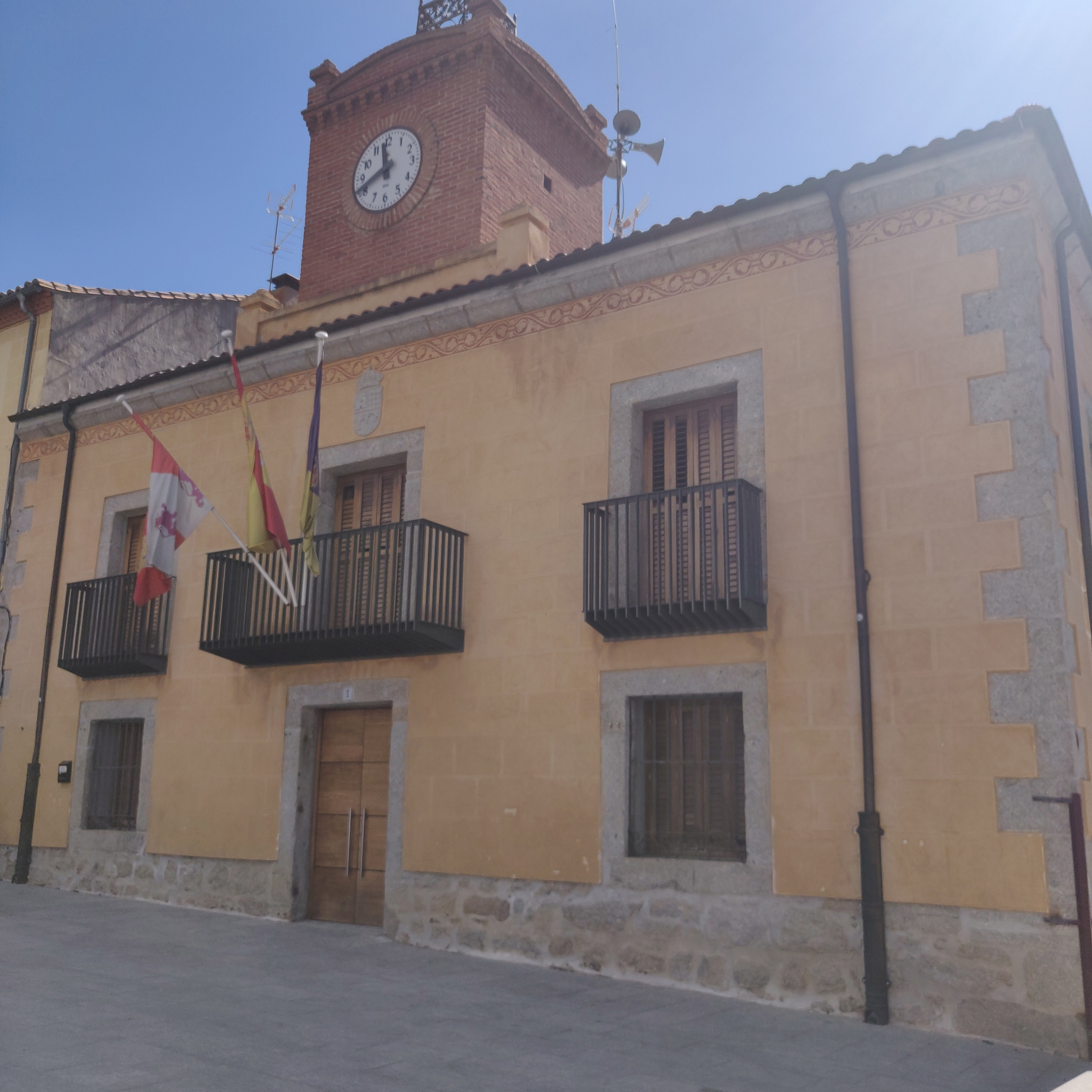
Ayuntamiento de Burgohondo

### El Zaire
Otra singular y bella construcción, de profunda significación histórica, es el grupo escolar denominado "EL ZAIRE", levantado en granito por los años 1950, de gran mérito social, al haberse construido con el trabajo y aportación de los vecinos de Burgohondo.
El proyecto arquitectónico existente desde 1948 y el presupuesto de la obra, cuyo valor ascendió a 979.562 ptas. con 49 céntimos, fueron aprobados por el Ayuntamiento con fecha 30 de abril de 1953. Se inauguró solemnemente el 23 de octubre de 1955, con la asistencia de las autoridades locales y provinciales y el pueblo de Burgohondo. En la actualidad se ha transformado en alojamiento y restaurante.

### Las Umbrías
Se llama así a una serie de caseríos que, formando barrios, se distribuyen en la sierra, en los alrededores de Burgohondo. Los barrios se localizan en la zona llamada de las Umbrías. Estuvieron habitadas hasta la década de los 50, época en al que comienza el éxodo rural. En el año 1955 aún residían en las Umbrías 735 habitantes, siendo los más poblados Bajondillo con 150 habitantes y La Cendra con 236. Actualmente solo quedan algunos residentes temporales, dedicados principalmente al ganado.
La construcción de las casas se basa principalmente en materiales de la zona: granito, madera, y vegetales para la cubierta, aunque paulatinamente fueron sustituidos por tejas de barro. La madera se usa en las divisiones horizontales y en la estructura del tejado. El adobe solo se usaba en algunas casas para lucir el interior.
En los barrios había hornos comunitarios donde se cocía el pan, por turnos, para la semana e incluso para el mes. De hecho, el barrio de La Cendra proviene de un horno llamado de cendra, que se usaba para purificar los metales gracias al fuego, mediante una pasta hecha de cenizas de huesos.